# Гађино (Комо)
Гађино је насеље у Италији у округу Комо, региону Ломбардија.
Према процени из 2011. у насељу је живело 2533 становника. Насеље се налази на надморској висини од 376 м.